# La Monte (Misuri)
La Monte es una ciudad ubicada en el condado de Pettis en el estado estadounidense de Misuri. 

## Geografía
La Monte se encuentra ubicada en las coordenadas 38°46′18″N 93°25′26″O / 38.77167, -93.42389. Según la Oficina del Censo de los Estados Unidos, La Monte tiene una superficie total de 2.96 km², de la cual 2.93 km² corresponden a tierra firme y (1.05%) 0.03 km² es agua.

## Demografía
Según el censo de 2010,había 1140 personas residiendo en La Monte. La densidad de población era de 385,43 hab./km². De los 1140 habitantes, La Monte estaba compuesto por el 72.63% blancos, el 0.44% eran afroamericanos, el 0.09% eran amerindios, el 0.35% eran asiáticos, el 0.18% eran isleños del Pacífico, el 22.19% eran de otras razas y el 4.12% pertenecían a dos o más razas. Del total de la población el 35.79% eran hispanos o latinos de cualquier raza.
Para el censo de 2020, los residentes se redujeron a 1014, de los cuales 565 son blancos, 1 amerindio, 5 asiáticos, 422 hispanos o latinos y 15 isleños del Pacífico. La tasa de empleo es de 61,8%, el ingreso medio familiar es de US$60,474, y el 14,5% de la población no cuenta con cobertura médica.